# العاصفة السوداء (فلم 2016)
العاصفة السوداء، هو فيلم درامي-حربي ذو إنتاج مشترك عراقي-ألماني-قطري، من إخراج حسين حسن وتأليف محمد أقطاس. الفيلم من بطولة عماد لزجين وديمان زاندي وريكيش شهباز ومريم بوباني.عرض الفيلم في العراق في مهرجان دهوك السينمائي للأفلام بتاريخ 9 سبتمبر 2016. كما فاز الفيلم بجائز المهر الطويل لأفضل فيلم روائي طويل في مهرجان دبي السينمائي الدولي 2016. ويتكلم الفيلم عن شاب وفتاة يجهزان لزفافهما حين تُهاجم قريتهما من قبل داعش.

## ملخص القصة
يدور الفيلم حول «ريكو» و«بيرو»، شاب وفتاة إيزيديان كانا يُعدّان لحفل زفافهما في قرية سنجار، ولكن مقاتلو داعش يهاجمون قريتهما. تُباع الفتيات الإيزديات ومنهن بيرو، ويتم اغتصابهن وتعذيبهن، وعندما يعلم ريكو بما حدث ينهار تمامًا.

## طاقم العمل
- عماد لزجين
- ديمن زنكي
- ريكيش شهباز
- مريم بوباني

## انتقادات
لاقى الفيلم العدبد من الانتقادات والرفض من قبل نشطاء أيزيديين بعد عرض الفيلم في مهرجان دهوك السينمائي، حيث طالبوا بوقف عرض الفيلم أو حذف مشاهد منه بسبب مايحتويه الفيلم من فكرة «رفض الأهالي الأيزيديين إستقبال بناتهم بعد تعرضهن للسبي والاغتصاب من قبل داعش». في حين ردت بطلة الفيلم ديمن زنكي على الانتقادات قائلة «أعتقد إنه كان يجب على المعترضين الانتظار حتى نهاية الفيلم، وأنا بالفعل تحدثت بشكل مباشر مع العديد من الفتيات الناجيات وأغلبهن حاولن الانتحار وإن كان أهلها لم يقتلوها، ولم نأتِ بشيء غير واقعي».

## روابط خارجية
- مقالات تستعمل روابط فنية بلا صلة مع ويكي بيانات